# Landreva indica
Landreva indica är en insektsart som beskrevs av Vasanth 1993. Landreva indica ingår i släktet Landreva och familjen syrsor. Inga underarter finns listade i Catalogue of Life.